# Doença de Scheuermann

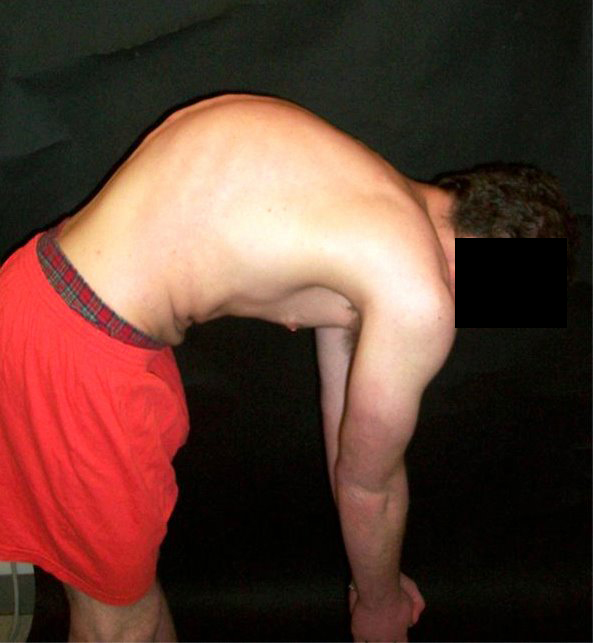
Imagem de um rapaz de 22 anos acometido de um caso grave de Doença de Scheuermann, antes de uma cirurgia.

A doença de Scheuermann é um transtorno do crescimento da coluna vertebral, que pode levar a uma dolorosa má-postura. É uma osteocondrose asséptica (sem germes). Meninos são quatro a cinco vezes mais frequentemente acometidos do que meninas.
A doença é nomeada em homenagem ao médico radiologista dinamarquês Holger Werfel Scheuermann.